# Haparanda-Sandskär
Haparanda-Sandskär är ett naturreservat i Haparanda kommun i Norrbottens län.
Området är naturskyddat sedan 1982 och är 10 kvadratkilometer stort. Reservatet omfattar öarna Letto och Ylikari i Malifjärden och ansluter i väster till nationalparken Haparanda skärgård.    